# Liste der Baudenkmäler in Freystadt

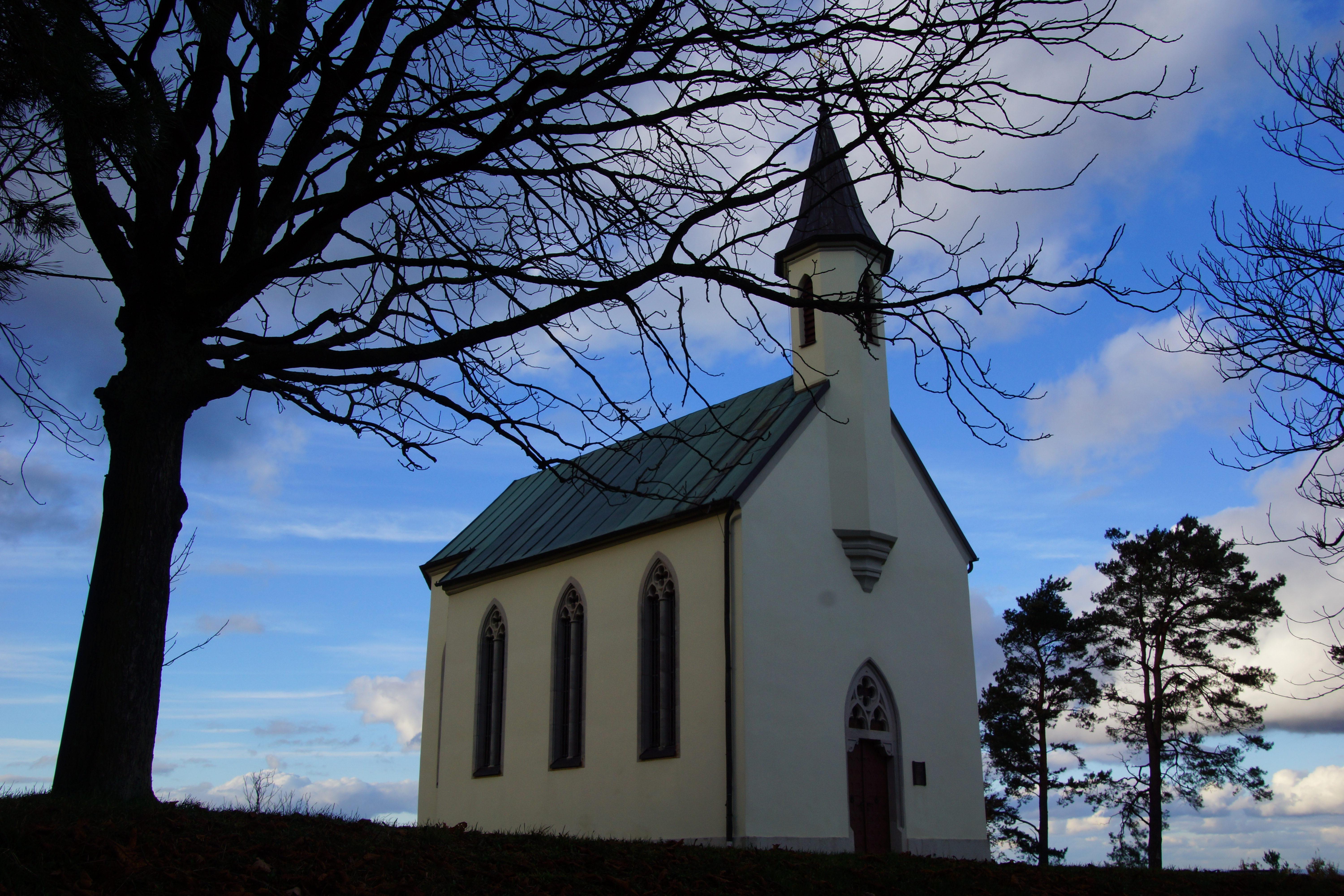
Vierzehn Nothelfer – Möninger Berg

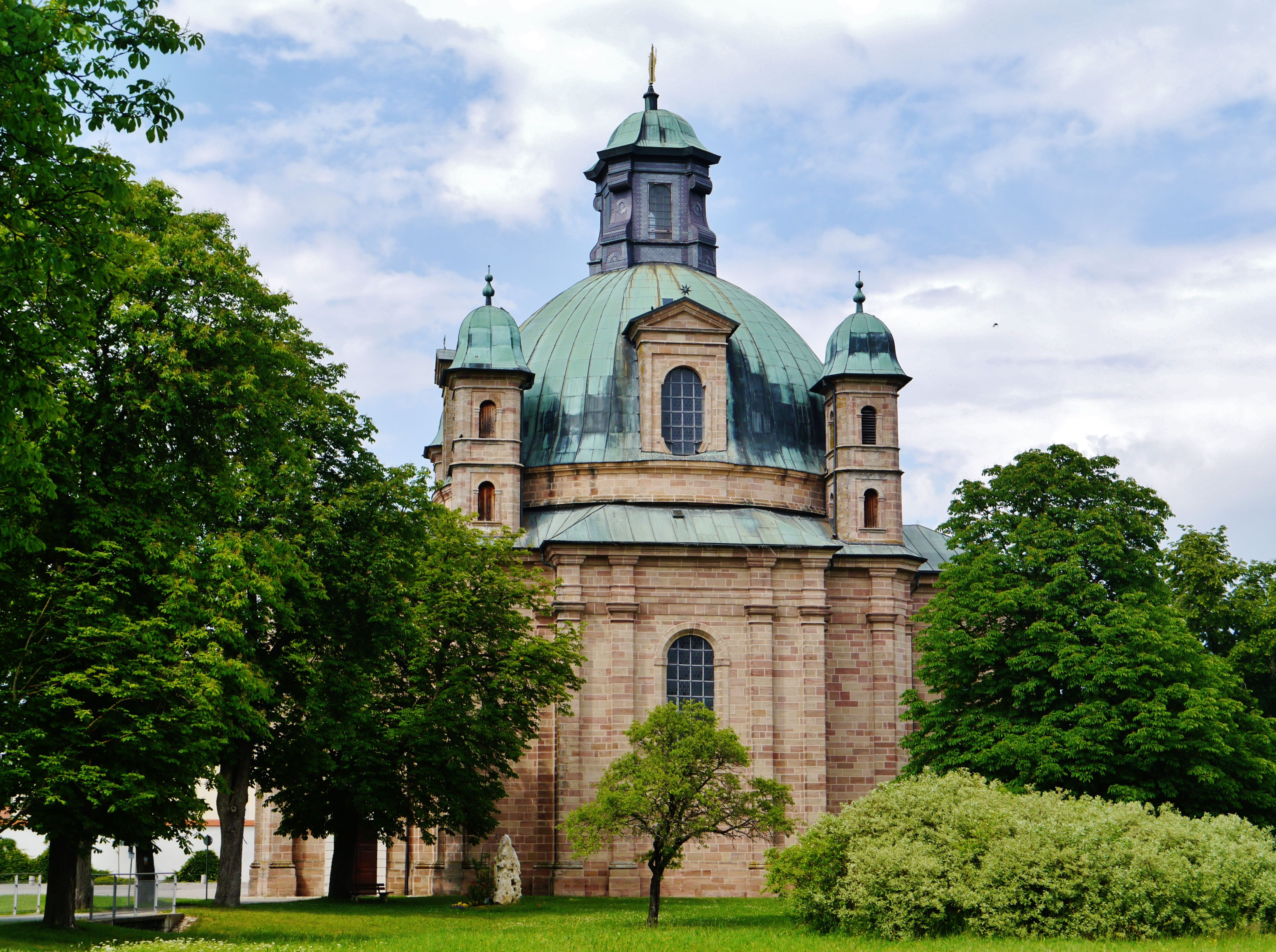
Freystadt, Wallfahrtskirche Maria Hilf

Auf dieser Seite sind die Baudenkmäler in der Oberpfälzer Stadt Freystadt zusammengestellt. Diese Tabelle ist eine Teilliste der Liste der Baudenkmäler in Bayern. Grundlage ist die Bayerische Denkmalliste, die auf Basis des Bayerischen Denkmalschutzgesetzes vom 1. Oktober 1973 erstmals erstellt wurde und seither durch das Bayerische Landesamt für Denkmalpflege geführt wird. Die folgenden Angaben ersetzen nicht die rechtsverbindliche Auskunft der Denkmalschutzbehörde.

## Ensemble Altstadt Freystadt

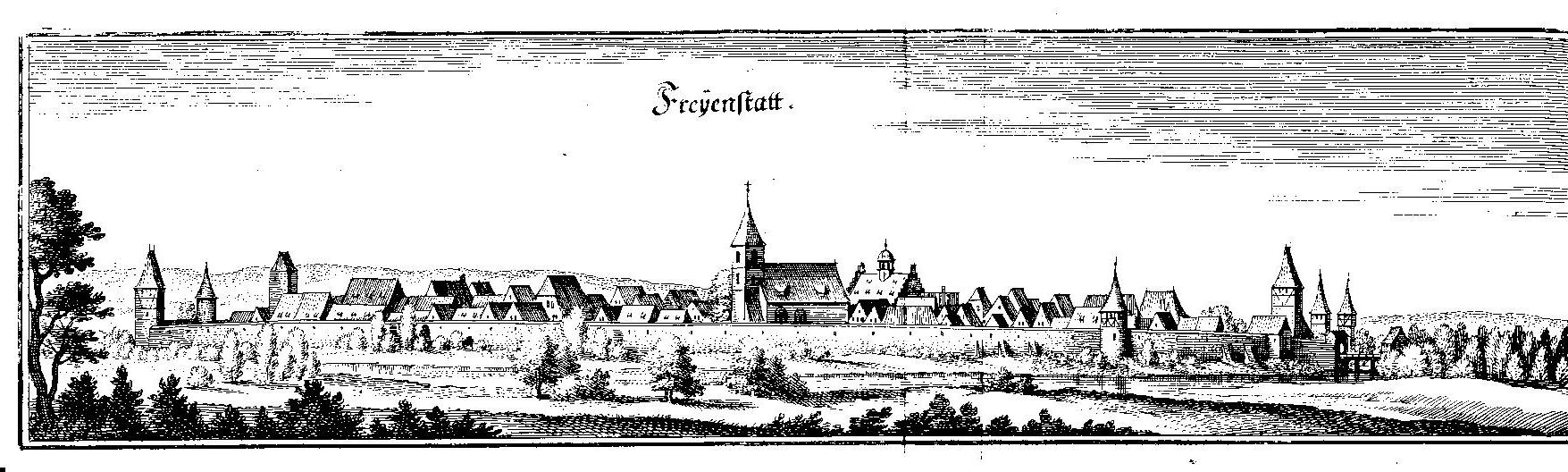
Freystadt in der Oberpfalz in einem Kupferstich Merians, 17. Jahrhundert

Die in der flachen Talmulde der Schwarzach am Rande des Oberpfälzer Jura gelegene Stadt ist eine planmäßige Gründung des letzten Viertels des 13. Jahrhunderts. Das 1393 bestätigte Stadtrecht wurde 1662 neu verliehen.
Der Stadtgrundriss von besonderer Klarheit zeigt eine an den Ecken gerundete Rechteckanlage, die in ihrer ganzen Länge von einem straßenartigen, breiten Marktplatz durchzogen wird, der von zwei Toren abgeschlossen und von zwei Parallelgassen begleitet wird. Diese Gassen, die Schwallgasse auf der Bachseite im Südwesten und die Kirchengasse im Nordosten, werden jeweils an der Stadtinnenseite von Rückgebäuden der Marktplatzanwesen begrenzt. Das Rathaus steht frei auf dem Marktplatz; um seiner charakteristischen Mittelstellung Raum zu geben, weichen die Marktplatzwände auf seiner Höhe leicht konkav zurück.
Die Stadtmauer ist zwar nur mehr an wenigen Stellen erhalten, die Geschlossenheit des Stadtgrundrisses wird aber insbesondere durch die beiden erhaltenen Stadttore unterstrichen. Bezeichnend ist die Randstellung der Pfarrkirche an der Außenseite der Kirchengasse; durch ihre strenge Ostung begibt sie sich in Schräglage gegenüber der konsequent nordwestlich-südöstlich angelegten Hausgrundstücke. Im sogenannten Leitersprossensystem sind die Parallelgassen rechtwinklig mit dem Marktplatz verbunden.
Die Bausubstanz entstammt größtenteils der Barockzeit, dem 17. und 18. Jahrhundert. Der Straßenname Schwallgasse und die Flurbezeichnung Schwallflecken für die Felder im Westbereich der Stadt bezeugen, dass der nahe an der dortigen Stadtmauer vorbeigeführte Mühlbach durch eine Schwallanlage (Schleusenwehr) aufgestaut werden konnte und so durch die entstandene Überflutung ein zusätzlicher Schutz im Angriffsfalle erreicht werden konnte.
Aktennummer: E-3-73-126-1.

## Stadtbefestigung
Reststücke der Stadtmauer aus  Bruchstein mit Mauertürmen und zwei Stadttoren sind noch erhalten. Der Kern der Anlage entstammt dem 13. Jahrhundert.
Die erhaltenen Teile sind im Einzelnen:
- Am Mühlbach: Pulverturm, zweigeschossiger Schalenturm mit Walmdach, beiderseits Teilabschnitte (Lage)
- Am Stadtgraben 19: Mauerteilstück
- Kirchengasse 6, 6 a: Mauerreste mit Schießscharten (Lage)
- Kirchengasse 14: Mauerteilstück mit rechteckigem Mauerturm (Lage)
- Kirchengasse 20: Mauerteilstück (Lage)
- Kirchengasse 24: Mauerteilstück mit rechteckigem Mauerturm (Lage)
- Kirchengasse 40: Mauerteilstück (Lage)
- Kirchengasse 58, 60: Mauerteilstück (Lage)
- Schwallgasse 71, 73: Teilstücke mit Resten des Wehrgangs (Lage)

Aktennummer: D-3-73-126-1.

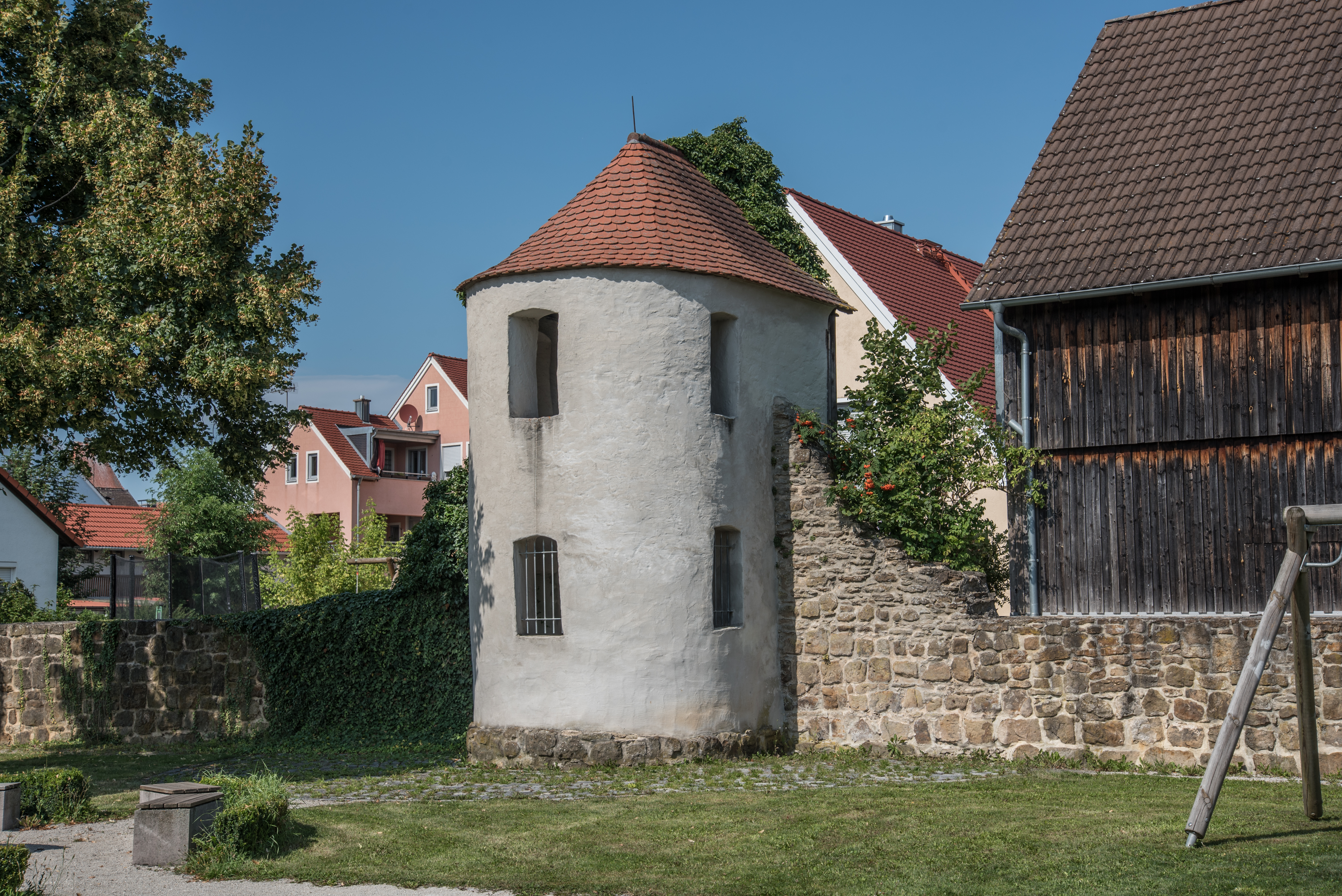
Am Mühlbach, Mauerturm mit Stadtmauerresten

| Lage                     | Objekt                  | Beschreibung | Akten-Nr.              | Bild           |
| ------------------------ | ----------------------- | --- | ---------------------- | -------------- |
| Marktplatz 2 (Standort)  | Südöstliches Stadttor   | Gotischer Torturm, im Kern 13. Jahrhundert, spätere Veränderungen, Walmdachabdeckung                                      | D-3-73-126-13 Wikidata | weitere Bilder |
| Marktplatz 59 (Standort) | Nordwestliches Stadttor | Fünfgeschossiger Torturm mit spitzbogiger Durchfahrt, Walmdach und Buckelquadern, gotisch, im Kern Anfang 13. Jahrhundert | D-3-73-126-33 Wikidata | weitere Bilder |

## Baudenkmäler nach Ortsteilen

### Freystadt
| Lage                                                     | Objekt                                                      | Beschreibung | Akten-Nr.               | Bild                    |
| -------------------------------------------------------- | ----------------------------------------------------------- | --- | ----------------------- | ----------------------- |
| Allersberger Straße 1 (Standort)                         | Sandsteinfigur hl. Johannes von Nepomuk                     | Sandsteinfigur hl. Johannes von Nepomuk, 18. Jahrhundert; an der Staatsstraße. | D-3-73-126-2 Wikidata   | BW                      |
| Allersberger Straße 31 (Standort)                        | Katholische Wallfahrtskirche Maria-Hilf                     | Überkuppelter Zentralbau über kreuzförmigem Grundriss mit geraden Abschlüssen, Pilastergliederungen, Vorhalle, Eck- und Kuppeltürmen, Sandsteinquader, 1700–08 von Giovanni Antonio Viscardi, 1877–79 durchgreifende Instandsetzung; mit Ausstattung | D-3-73-126-3 Wikidata   | weitere Bilder          |
| Allersberger Straße 33, 35 (Standort)                    | Franziskanerkloster                                         | Seit 1681 Betreuung der Wallfahrt, errichtet 1710–14, 1718 erweitert; Klosterkirche, Saalbau mit dreiseitigem Abschluss, Walmdach und Glockentürmchen, Weihe 1714; mit Ausstattung; Konventgebäude, zweiflügeliger und zweigeschossiger Walmdachbau; Ehemaliger Stadel, zweigeschossiger Walmdachbau mit Aufzugsgaube; Nebengebäude, eingeschossiger Satteldachbau, 18. Jahrhundert; Klostermauer                                       | D-3-73-126-4 Wikidata   | weitere Bilder          |
| Berchinger Straße 19; Nähe Berchinger Straße (Standort)  | Evangelische Kirche, ehemalige Friedhofkirche St. Sebastian | Polygonal schließender Saalbau mit Fassadenturm, 1617 mit Einbeziehung des gotischen Turmes, Langhauserneuerung 1930; mit Ausstattung; Westmauer mit Grabmälern des 18. und 19. Jahrhunderts vom ehemaligen Friedhof | D-3-73-126-5 Wikidata   | weitere Bilder          |
| Kirchengasse 3 (Standort)                                | Ehemaliges Spitalgebäude                                    | Zweigeschossiger und traufständiger Bau mit steilem Walmdach, 18. Jahrhundert | D-3-73-126-6 Wikidata   | BW                      |
| Kirchengasse 6 (Standort)                                | Wohnhaus                                                    | Eingeschossiger und traufständiger Mansarddachbau, in der Substanz 17./18. Jahrhundert | D-3-73-126-7 Wikidata   | BW                      |
| Kirchengasse 15 (Standort)                               | Ehemaliger Spitalstadel, jetzt Stadtbibliothek              | Eingeschossiger und traufständiger Steildachbau, 18. Jahrhundert | D-3-73-126-158 Wikidata | BW                      |
| Kirchengasse 17; Kirchengasse 15 (Standort)              | Traufseithaus                                               | Ehemaliges Spitalgebäude, zweigeschossiger und traufständiger Walmdachbau mit Hoflaube, 18. Jahrhundert | D-3-73-126-8 Wikidata   | BW                      |
| Kirchengasse 40 (Standort)                               | Katholische Pfarrkirche St. Peter und Paul                  | Saalbau mit Turm und ehemaligem Chorturm, um 1730, Ostturm gotisch, 1762 Umbau, 1863 Turmspitze; mit Ausstattung | D-3-73-126-9 Wikidata   | weitere Bilder          |
| Marktplatz, in der Nordwesthälfte des Platzes (Standort) | Marktbrunnen                                                | Quadratisches Becken mit mittigem Brunnenstock, Gusseisen, spätklassizistisch, 3. Viertel 19. Jahrhundert | D-3-73-126-36 Wikidata  | weitere Bilder          |
| Marktplatz, in der Südosthälfte des Platzes (Standort)   | Marktbrunnen                                                | Rechteckiges Becken mit Brunnenstock, Gusseisen, bezeichnet mit „1863“ | D-3-73-126-35 Wikidata  | BW                      |
| Marktplatz 1 (Standort)                                  | Rathaus                                                     | Freistehender zweigeschossiger Steildachbau mit Dachreiter und Spitzhelm, um 1665 | D-3-73-126-12 Wikidata  | weitere Bilder          |
| Marktplatz 4 (Standort)                                  | Wohnhaus                                                    | Nördlicher Flankenbau des südöstlichen Stadttores, zweigeschossiger und traufständiger, verputzter Fachwerkbau mit Bruchsteinausfachung, Satteldach, 1667 (dendrochronologisch datiert), Stallanbau und Überformungen im 19. Jahrhundert | D-3-73-126-15 Wikidata  | BW                      |
| Marktplatz 8, 10 (Standort)                              | Ehemaliges Spital                                           | 1367 erweitert, Neubau um 1730 Ehemaliges Spitalgebäude, gestreckter zweigeschossiger Walmdachbau mit Eckpilastern und hofseitigen Aufzugsgauben, im Zentrum die Katholische Spitalkirche Hl. Dreifaltigkeit, rechteckiger Saalbau, Fassade mit Sprenggiebelportal, Pilastergliederung und Dachreiter; mit Ausstattung Nordöstlicher Flügel, zweigeschossiger und traufständiger Walmdachbau mit hofseitiger Holzlaube, 18. Jahrhundert | D-3-73-126-16 Wikidata  | weitere Bilder          |
| Marktplatz 9 (Standort)                                  | Wohnhaus                                                    | Zweigeschossiger und giebelständiger Satteldach und rundbogiger Toreinfahrt, 18. Jahrhundert | D-3-73-126-17 Wikidata  | weitere Bilder          |
| Marktplatz 17 (Standort)                                 | Bürgerhaus                                                  | Zweigeschossiger und giebelständiger Steildachbau mit Kastenerker, Ladeluken und rückseitigem Halbwalm, 16./17. Jahrhundert; Stall, eingeschossiger Satteldachbau, 18./19. Jahrhundert; Stadel, Satteldachbau, 18./19. Jahrhundert | D-3-73-126-18 Wikidata  | weitere Bilder          |
| Marktplatz 19 (Standort)                                 | Bürgerhaus, ehemaliges Wirtshaus                            | Zweigeschossiger Walmdachbau mit kolossaler Pilastergliederung, Aufzugsgaube aus Fachwerk, korbbogiger Toreinfahrt und Wappentafel, Fassade Quadermauerwerk, 18. Jahrhundert | D-3-73-126-19 Wikidata  | weitere Bilder          |
| Marktplatz 21 (Standort)                                 | Bürgerhaus                                                  | Zweigeschossiger und giebelständiger Satteldachbau in Ecklage, mit Ladekuken, Krüppelwalm, verschindeltem Giebel und Hoflaube, 17./18. Jahrhundert | D-3-73-126-20 Wikidata  | weitere Bilder          |
| Marktplatz 24 (Standort)                                 | Wohnhaus                                                    | Eingeschossiger und giebelständiger Steildachbau mit Ladeluken, im Kern 18. Jahrhundert | D-3-73-126-21 Wikidata  | weitere Bilder          |
| Marktplatz 25 (Standort)                                 | Bürgerhaus                                                  | Zweigeschossiger Mansardwalmdachbau, Zwerchhaus und Putzquaderung, neubarock, um 1910 | D-3-73-126-22 Wikidata  | weitere Bilder          |
| Marktplatz 27 (Standort)                                 | Gasthaus Zur Post                                           | Zweigeschossiger Steildachbau mit Rahmengliederung, Ladeluken und Ausleger, um 1730 | D-3-73-126-23 Wikidata  | weitere Bilder          |
| Marktplatz 28 (Standort)                                 | Bürgerhaus                                                  | Bürgerhaus, 18., im Kern wohl 16. Jahrhundert, mit Zinnengiebel. | D-3-73-126-24 Wikidata  | weitere Bilder          |
| Marktplatz 30 (Standort)                                 | Ehemalige Knabenschule                                      | Zweigeschossiger und giebelständiger Sandsteinquaderbau mit Satteldach und Gesimsgliederungen, 17./18. Jahrhundert | D-3-73-126-25           | weitere Bilder          |
| Marktplatz 35 (Standort)                                 | Bürgerhaus                                                  | Zweigeschossiger Steildachbau mit Aufzugsausleger, Ladeluken, Putz- und kolossaler Pilastergliederung, um 1730 | D-3-73-126-26 Wikidata  | weitere Bilder          |
| Marktplatz 36 (Standort)                                 | Wohn- und Geschäftshaus                                     | zweigeschossiger und giebelständiger Satteldachbau, 1456 (dendrochronologisch datiert), mit älterem Kernbau an der Rückseite von 1415 (dendrochronologisch datiert) und einem barocken Umbau an der Marktseite | D-3-73-126-150          | Wohn- und Geschäftshaus |
| Marktplatz 41 (Standort)                                 | Bürgerhaus                                                  | Zweigeschossiger und giebelständiger Steildachbau, im Keller bezeichnet mit 1651 oder 1661 | D-3-73-126-27 Wikidata  | weitere Bilder          |
| Marktplatz 43 (Standort)                                 | Bürgerhaus                                                  | Zweigeschossiger und giebelständiger Steildachbau mit Pilastergliederung und Stuckaturen, um 1800, im Kern älter | D-3-73-126-28 Wikidata  | weitere Bilder          |
| Marktplatz 47 (Standort)                                 | Halbwalmdachhaus                                            | Zweigeschossiger und traufständiger Halbwalmdachbau mit rundbogiger Hofeinfahrt, im Kern 17. Jahrhundert | D-3-73-126-29 Wikidata  | weitere Bilder          |
| Marktplatz 54 (Standort)                                 | Gasthaus                                                    | Zweigeschossiger und traufständiger Steildachbau mit verputztem Fachwerkobergeschoss, im Kern 17. Jahrhundert, Fassade um 1900 | D-3-73-126-30 Wikidata  | weitere Bilder          |
| Marktplatz 57 (Standort)                                 | Wohnhaus                                                    | Südlicher Flankenbau des nordwestlichen Stadttores, dreigeschossiger und traufständiger Satteldachbau, wohl 17./18. Jahrhundert | D-3-73-126-31 Wikidata  | BW                      |
| Marktplatz 58 (Standort)                                 | Apotheke                                                    | Zweigeschossiger und giebelständiger Satteldachbau mit Putzgliederungen und korinthischem Säulenportal vom ehemaligen Franziskanerkloster Möningerberg, 1. Hälfte 18. Jahrhundert | D-3-73-126-32 Wikidata  | weitere Bilder          |
| Marktplatz 62 (Standort)                                 | Wohnhaus                                                    | Nördlicher Flankenbau des nordwestlichen Stadttores, dreigeschossiger und traufständiger Satteldachbau, 18. Jahrhundert | D-3-73-126-34 Wikidata  | weitere Bilder          |
| Schwallgasse 25 (Standort)                               | Wohnstallhaus                                               | Zweigeschossiger und giebelständiger Steildachbau mit Fachwerkobergeschoss, Ladeluken und Ausleger, Anfang 17. Jahrhundert | D-3-73-126-37 Wikidata  | weitere Bilder          |
| Schwallgasse 27 (Standort)                               | Wohnstallhaus                                               | Eingeschossiger und traufständiger Satteldachbau, 17. Jahrhundert, im 19. Jahrhundert umgestaltet | D-3-73-126-38 Wikidata  | BW                      |
| Schwallgasse 73 (Standort)                               | Bauernhaus                                                  | Eingeschossiger und traufständiger Satteldachbau mit rundbogigen Öffnungen, 2. Hälfte 19. Jahrhundert | D-3-73-126-41 Wikidata  | BW                      |
| (Am) Ziegelbug (Standort)                                | Ehemalige Bierkeller                                        | zwei gemauerte, tonnengewölbte Anlagen mit Mundloch zur Straße, 18./19. Jh. | D-3-73-126-161 Wikidata | BW                      |

### Burggriesbach
| Lage                                                         | Objekt                              | Beschreibung | Akten-Nr.               | Bild                 |
| ------------------------------------------------------------ | ----------------------------------- | --- | ----------------------- | -------------------- |
| Dorfmühlgasse 4 (Standort)                                   | Ehemalige Dorfmühle                 | Zweigeschossiger Walmdachbau mit Putzbändern und Eckpilastern, Ende 18. Jahrhundert | D-3-73-126-49 Wikidata  | BW                   |
| Stierbaumer Weg 16 (Standort)                                | Kleinhaus, früher Armenhäusl        | Eingeschossiger und traufständiger Satteldachbau mit Fachwerkgiebeln, 1. Hälfte 19. Jahrhundert                                                                                                  | D-3-73-126-50 Wikidata  | BW                   |
| Kirchplatz 4 (Standort)                                      | Katholische Pfarrkirche St. Gangolf | Saalbau mit halbrunder gestelzter Apsis und Fassadenturm, Langhaus 1770–71 (bezeichnet mit 1770) durch Georg Kerl unter Einbeziehung des mittelalterlichen Turms, Umbauten 1932; mit Ausstattung | D-3-73-126-43 Wikidata  | weitere Bilder       |
| Kirchplatz 5 (Standort)                                      | Ehemaliges Forstamt                 | Zweigeschossiger und giebelständiger Satteldachbau, 17. Jahrhundert | D-3-73-126-45 Wikidata  | BW                   |
| Kirchplatz 8 (Standort)                                      | Wohnhaus                            | Eingeschossiger und traufständiger Satteldachbau mit Zwerchhaus und Hausfigur, um 1900 | D-3-73-126-46 Wikidata  | BW                   |
| Kirchplatz (Standort)                                        | Marienfigur                         | Auf gestuftem und profiliertem Sockel mit Inschriftplatte, um 1900 | D-3-73-126-44 Wikidata  | BW                   |
| Sandfeld (Standort)                                          | Hochkreuz                           | Hochkreuz mit Dreipassenden, Christus im Viernageltypus mit Maria, Kalkstein, Figuren Gusseisen, Ende 19. Jh.                                                                                    | D-3-73-126-159 Wikidata | BW                   |
| Schneemühle 1 (Standort)                                     | Ehemalige Getreidemühle             | Zweigeschossiger Massivbau mit steilem Satteldach, 18. Jahrhundert | D-3-73-126-128 Wikidata | BW                   |
| Schwarzgraben, östlich an der Straße nach Rübling (Standort) | Kapelle St. Wendelin                | Walmdachbau mit Vordach auf Säulen, 17. Jahrhundert; mit Ausstattung; östlich an der Straße nach Rübling                                                                                         | D-3-73-126-51 Wikidata  | Kapelle St. Wendelin |
| Segelaustraße 19 (Standort)                                  | Pfarrhaus                           | Zweigeschossiger und giebelständiger Satteldachbau mit Treppengiebel und Ladeluken, vor 1601; Stadel, giebelständiger Satteldachbau aus Bruchstein, 19. Jahrhundert                              | D-3-73-126-47 Wikidata  | BW                   |

### Forchheim
| Lage                               | Objekt                              | Beschreibung | Akten-Nr.              | Bild           |
| ---------------------------------- | ----------------------------------- | --- | ---------------------- | -------------- |
| Ringweg 2 (Standort)               | Austragshaus                        | Eingeschossiger und giebelständiger Steildachbau, um 1900 | D-3-73-126-54 Wikidata | BW             |
| Sulzkirchener Straße 7 (Standort)  | Katholische Pfarrkirche St. Ägidius | Saalbau mit Walmdach, Pilasterportalen, eingezogenem Polygonalchor und Chorflankenturm, 1721–24 unter Verwendung des romanischen Turms, 1767 geweiht, 1904 nach Westen verlängert; mit Ausstattung    | D-3-73-126-56 Wikidata | weitere Bilder |
| Sulzkirchener Straße 10 (Standort) | Ehemaliger Pfarrhof                 | Anfang 19. Jahrhundert; Pfarrhaus, zweigeschossiger und giebelständiger Wohnstallbau mit Satteldach, Haustür und Hausfigur; Stadel, giebelständiger Satteldachbau aus Bruchstein- und Quadermauerwerk | D-3-73-126-57 Wikidata | weitere Bilder |

### Frettenshofen
| Lage                        | Objekt                 | Beschreibung                                                                                                   | Akten-Nr.              | Bild                   |
| --------------------------- | ---------------------- | --- | ---------------------- | ---------------------- |
| Frettenshofen 2 (Standort)  | Wohnstallhaus          | Eingeschossiger und giebelständiger Steildachbau mit Zwerchhaus und Ladeluken, am Türsturz bezeichnet mit 1838 | D-3-73-126-61 Wikidata | BW                     |
| Frettenshofen 3 (Standort)  | Wohnstallhaus          | Eingeschossiger und giebelständiger Steildachbau, Mitte 19. Jahrhundert                                        | D-3-73-126-62 Wikidata | BW                     |
| In Frettenshofen (Standort) | Dorfkapelle St. Joseph | Saalbau mit eingezogenem Polygonalchor und Giebeldachreiter mit Zwiebelhaube, 1925                             | D-3-73-126-60 Wikidata | Dorfkapelle St. Joseph |

### Fuchsmühle
| Lage                       | Objekt               | Beschreibung                                                                               | Akten-Nr.              | Bild          |
| -------------------------- | -------------------- | ------------------------------------------------------------------------------------------ | ---------------------- | ------------- |
| Höfen 14 (Standort)        | Mühlengebäude        | Zweigeschossiger und giebelständiger Satteldachbau mit Eckpilastern, Mitte 19. Jahrhundert | D-3-73-126-64 Wikidata | Mühlengebäude |
| Nähe Fuchsmühle (Standort) | Wegkapelle St. Maria | Giebelständiger Satteldachbau mit Eckpilastern, 2. Hälfte 19. Jahrhundert                  | D-3-73-126-63 Wikidata | BW            |

### Großberghausen
| Lage                         | Objekt                                | Beschreibung | Akten-Nr.               | Bild           |
| ---------------------------- | ------------------------------------- | --- | ----------------------- | -------------- |
| Großberghausen 15 (Standort) | Zugehöriger Stadel                    | Giebelständiger Fachwerkbau mit Steildach, Anfang 19. Jahrhundert | D-3-73-126-126 Wikidata | weitere Bilder |
| Großberghausen 17 (Standort) | Wohnstallhaus                         | Eingeschossiger und traufständiger Satteldachbau, 18./19. Jahrhundert | D-3-73-126-67 Wikidata  | weitere Bilder |
| Großberghausen 26 (Standort) | Katholische Kirche Hl. Dreifaltigkeit | Saalbau mit eingezogenem Polygonalchor und Chorflankenturm, 17. Jahrhundert, mit Einbeziehung des romanischen Turmes; mit Ausstattung; Friedhofsmauer, Bruchstein, wohl 17. Jahrhundert, Südseite erneuert | D-3-73-126-65 Wikidata  | weitere Bilder |

### Höfen
| Lage                | Objekt                | Beschreibung | Akten-Nr.              | Bild           |
| ------------------- | --------------------- | --- | ---------------------- | -------------- |
| In Höfen (Standort) | Dorfkapelle St. Maria | Giebelständiger Satteldachbau mit eingezogener Rundapsis und rundbogigen Öffnungen, spätklassizistisch, 1869; mit Ausstattung | D-3-73-126-68 Wikidata | weitere Bilder |

### Jettenhofen
| Lage                            | Objekt                    | Beschreibung | Akten-Nr.              | Bild           |
| ------------------------------- | ------------------------- | --- | ---------------------- | -------------- |
| Jettenhofen 1, 1 1/2 (Standort) | Ehemaliges Schloss        | Im 13. Jahrhundert Sitz der Herren von Utenhofen, seit 1492 Eichstätter Lehen, 1530 an die Herren von Hirsheim, seit 1587 fürstbischöflich-eichstättischer Kastenamtssitz, in der Säkularisation aufgeteilt; Ehemaliges Weiherhaus, dreigeschossiger Steildachbau mit Bändergliederung und Abtritterker, bezeichnet mit 1612; Reste der Befestigung, innere Mauer mit Rechtecktürmchen, Grabenfuttermauer und Fundament eines Schalenturms; Stadel, giebelständiger Satteldachbau mit geknickter Dachfläche und Ladeluken, 18. Jahrhundert; Ehemaliges Torhaus, eingeschossiger und traufständiger Satteldachbau, 17./18. Jahrhundert | D-3-73-126-70 Wikidata | weitere Bilder |
| Jettenhofen 2 (Standort)        | Wohnstallhaus             | Eingeschossiger und giebelständiger Satteldachbau mit Fachwerkgiebel, 18. Jahrhundert | D-3-73-126-71 Wikidata | BW             |
| In Jettenhofen (Standort)       | Wegkapelle Mater Dolorosa | Satteldachbau mit Giebelfigur und Stierauge, 16./17. Jahrhundert | D-3-73-126-69 Wikidata | BW             |

### Kittenhausen
| Lage                       | Objekt                | Beschreibung                                                                  | Akten-Nr.              | Bild |
| -------------------------- | --------------------- | ----------------------------------------------------------------------------- | ---------------------- | ---- |
| In Kittenhausen (Standort) | Dorfkapelle St. Maria | Polygonal schließender Saalbau mit Giebendachreiter, 1950/51; mit Ausstattung | D-3-73-126-76 Wikidata | BW   |

### Kleinberghausen
| Lage                          | Objekt                | Beschreibung                                                                            | Akten-Nr.              | Bild           |
| ----------------------------- | --------------------- | --------------------------------------------------------------------------------------- | ---------------------- | -------------- |
| Kleinberghausen 7 (Standort)  | Zugehöriger Stadel    | Traufständiger Satteldachbau mit Bändergliederung, 18. Jahrhundert                      | D-3-73-126-78 Wikidata | weitere Bilder |
| In Kleinberghausen (Standort) | Dorfkapelle St. Maria | Giebelständiger, abgewalmter Satteldachbau mit Glockendachreiter, 1846; mit Ausstattung | D-3-73-126-77 Wikidata | weitere Bilder |

### Lauterbach
| Lage                                      | Objekt                                 | Beschreibung | Akten-Nr.              | Bild           |
| ----------------------------------------- | -------------------------------------- | --- | ---------------------- | -------------- |
| Lauterbach A 4 (Standort)                 | Wohnstallhaus, sogenanntes Bruderhaus  | Eingeschossiger und traufständiger Satteldachbau mit Zwerchhaus und mit Fachwerkgiebel, Anfang 18. Jahrhundert | D-3-73-126-80 Wikidata | BW             |
| Lauterbach A 5 (Standort)                 | Zugehöriger Backofen                   | Traufständiger Satteldachbau aus Bruchstein und Ziegel, Anfang 19. Jahrhundert | D-3-73-126-82 Wikidata | BW             |
| Lauterbach B 10 (Standort)                | Katholische Filialkirche St. Willibald | Saalbau mit Walmdach, eingezogenem Rechteckchor und Chordachreiter mit Zwiebelhaube, 17. Jahrhundert, unter Einbeziehung des gotischen Chores; mit Ausstattung; Missionskreuz, Dreinageltypus mit geschnitzten Holzbalken, bezeichnet mit „1927“ | D-3-73-126-83 Wikidata | weitere Bilder |
| an der Straße nach Jettenhofen (Standort) | Wegkapelle Herz Jesu                   | Giebelständiger Satteldachbau mit Giebelmauer und Dachreiter, 1897; mit Ausstattung | D-3-73-126-84 Wikidata | BW             |

### Michelbach
| Lage                     | Objekt                             | Beschreibung                                                                          | Akten-Nr.               | Bild           |
| ------------------------ | ---------------------------------- | ------------------------------------------------------------------------------------- | ----------------------- | -------------- |
| Michelbach 21 (Standort) | Katholische Filialkirche St. Maria | Historische Ausstattung der Vorgängerkirche des Neubaus von 1975, 18./19. Jahrhundert | D-3-73-126-127 Wikidata | weitere Bilder |

### Möning
| Lage                            | Objekt                                                                  | Beschreibung | Akten-Nr.              | Bild           |
| ------------------------------- | ----------------------------------------------------------------------- | --- | ---------------------- | -------------- |
| Dr.-Buchner-Straße (Standort)   | Wegkapelle                                                              | Giebelständiger Satteldachbau, 18./19. Jahrhundert | D-3-73-126-85 Wikidata | BW             |
| Freystädter Straße (Standort)   | Kriegerdenkmal für die Gefallenen beider Weltkriege 1914–18 und 1939–45 | gefaster Pfeiler mit Marienfigur auf Inschriftsockel und gestuftem Unterbau, um 1920. | D-3-73-126-89 Wikidata | BW             |
| Freystädter Straße 2 (Standort) | Katholische Pfarrkirche St. Willibald                                   | Saalkirche mit Chorturm, romanisch, gotisch umgestaltet, 1834 verlängert, Turm bezeichnet mit 1491, 1711 Helm (dendrochronologisch datiert); mit Ausstattung; Torbau der ehemaligen Kirchhofbefestigung, giebelständiger Satteldachbau mit spitzbogigem Durchgang, seitlich geböscht, wohl 14./15. Jahrhundert | D-3-73-126-86 Wikidata | weitere Bilder |
| Pavelsbacher Straße (Standort)  | Wegkapelle                                                              | Traufständiger Satteldachbau, 18./19. Jahrhundert | D-3-73-126-87 Wikidata | BW             |
| Pfarrstraße 1 (Standort)        | Pfarrhaus                                                               | Zweigeschossiger und giebelständiger Mansardwalmdachbau, bezeichnet mit 1816 | D-3-73-126-88 Wikidata | BW             |

### Möningerberg
| Lage                                                            | Objekt                                         | Beschreibung | Akten-Nr.              | Bild                           |
| --------------------------------------------------------------- | ---------------------------------------------- | --- | ---------------------- | ------------------------------ |
| Möninger Berg (auf dem Gipfelplateau) (Standort)                | Ehemalige Wallfahrtskapelle Vierzehn Nothelfer | Saalbau mit eingezogenem Polygonalchor, Giebeldachreiter auf Konsolen und Werksteingliederungen, neugotisch, 1884; mit Ausstattung; Kreuzweg um die Wallfahrtskapelle, 1883 | D-3-73-126-90 Wikidata | weitere Bilder                 |
| Möninger Berg (östlich unterhalb des Gipfelplateaus) (Standort) | Feldkapelle Vierzehn Nothelfer                 | kleiner Rechteckbau mit Satteldach, um 1794; mit Ausstattung | D-3-73-126-91          | Feldkapelle Vierzehn Nothelfer |

### Mörsdorf
| Lage                         | Objekt                              | Beschreibung | Akten-Nr.              | Bild                   |
| ---------------------------- | ----------------------------------- | --- | ---------------------- | ---------------------- |
| Am Weiher 2 (Standort)       | Wohnstallhaus                       | Eingeschossiger und giebelständiger Steildachbau mit Fachwerkgiebel und Ladeluken, 17. Jahrhundert                                                                                              | D-3-73-126-92 Wikidata | Wohnstallhaus          |
| Ebenrieder Straße (Standort) | Dorfkapelle Maria Hilf              | Giebelständiger Satteldachbau mit eingezogener halbrunder Apsis, 1826; mit Ausstattung; am Ortsende in Richtung Freystadt                                                                       | D-3-73-126-96 Wikidata | Dorfkapelle Maria Hilf |
| Ortsstraße 6 (Standort)      | Katholische Pfarrkirche St. Blasius | Saalkirche mit Chorturm, mittelalterlich, um 1700 erweitert, 1919–1921 durch Otto Schulz Erweiterungsbau nach Norden durch eine Saalkirche mit eingezogener fünfseitiger Apsis; mit Ausstattung | D-3-73-126-95 Wikidata | weitere Bilder         |

### Oberndorf
| Lage                      | Objekt                    | Beschreibung | Akten-Nr.              | Bild           |
| ------------------------- | ------------------------- | --- | ---------------------- | -------------- |
| Oberndorf E 25 (Standort) | Evangelische Marienkirche | Saalbau mit Chorturm, Ende 12. Jahrhundert, Chor im 14. Jahrhundert verändert, 1732 nach Süden erweitert; mit Ausstattung | D-3-73-126-97 Wikidata | weitere Bilder |

### Obernricht
| Lage                     | Objekt                | Beschreibung                                                                       | Akten-Nr.              | Bild |
| ------------------------ | --------------------- | ---------------------------------------------------------------------------------- | ---------------------- | ---- |
| In Obernricht (Standort) | Dorfkapelle St. Maria | Saalbau mit eingezogener runder Apsis und Glockendachreiter, 1837; mit Ausstattung | D-3-73-126-98 Wikidata | BW   |
| Obernricht 2 (Standort)  | Wohnstallhaus         | Eingeschossiger und giebelständiger Steildachbau, 18./19. Jahrhundert              | D-3-73-126-99 Wikidata | BW   |

### Reckenstetten
| Lage                                                        | Objekt     | Beschreibung                                                             | Akten-Nr.               | Bild           |
| ----------------------------------------------------------- | ---------- | ------------------------------------------------------------------------ | ----------------------- | -------------- |
| Nähe Reckenstetten. an der Straße nach Freystadt (Standort) | Steinkreuz | Mächtiges lateinisches Kreuz, Keuperstandstein, wohl 15./16. Jahrhundert | D-3-73-126-100 Wikidata | weitere Bilder |

### Richthof
| Lage                                                                   | Objekt                 | Beschreibung                                                  | Akten-Nr.               | Bild           |
| ---------------------------------------------------------------------- | ---------------------- | ------------------------------------------------------------- | ----------------------- | -------------- |
| Richthof Haus Nummer 3, an der Straße Freystadt–Röckersbühl (Standort) | Zugehöriges Steinkreuz | Wohl spätmittelalterlich; an der Straße Freystadt–Röckersbühl | D-3-73-126-101 Wikidata | weitere Bilder |

### Rohr
| Lage               | Objekt                              | Beschreibung | Akten-Nr.               | Bild                 |
| ------------------ | ----------------------------------- | --- | ----------------------- | -------------------- |
| Rohr 4 (Standort)  | Wohnstallhaus                       | Eingeschossiger und giebelständiger Satteldachbau, Mitte 19. Jahrhundert | D-3-73-126-102 Wikidata | BW                   |
| Rohr 14 (Standort) | Ehemaliges Schulhaus                | Typ einklassige Landschule, zweigeschossiger Mansardwalmdachbau mit Zwerchhaus und Treppenhauserker, 1907; Einfriedung, überdachte Mauerpfeiler mit Lattenzaunsegmenten und rundbogigen Toren, gleichzeitig | D-3-73-126-155          | Ehemaliges Schulhaus |
| Rohr 16 (Standort) | Katholische Filialkirche St. Martin | Saalkirche mit Chorturm, romanisch, später mehrfach umgestaltet, Ende 19. Jahrhundert verlängert; mit Ausstattung Ehemals auch eingetragen: ehem. Friedhofbefestigung mit Torbau, 16./17. Jahrhundert       | D-3-73-126-103 Wikidata | weitere Bilder       |

### Schmellnricht
| Lage                        | Objekt                                  | Beschreibung | Akten-Nr.               | Bild           |
| --------------------------- | --------------------------------------- | --- | ----------------------- | -------------- |
| Schmellnricht A8 (Standort) | Katholische Filialkirche Mater dolorosa | Saalbau mit eingezogener Polygonalapsis und Glockendachreiter auf Konsolen, bezeichnet mit 1887; mit Ausstattung | D-3-73-126-104 Wikidata | weitere Bilder |
| Schmellnricht B8 (Standort) | Bauernhaus                              | Eingeschossiges und giebelständiges Wohnstallhaus mit steilem Frackdach, 18./19. Jahrhundert                     | D-3-73-126-105 Wikidata | BW             |

### Sondersfeld
| Lage                      | Objekt    | Beschreibung | Akten-Nr.      | Bild           |
| ------------------------- | --------- | --- | -------------- | -------------- |
| Sondersfeld 24 (Standort) | Pfarrhaus | Zweigeschossiger und giebelständiger Satteldachbau mit Treppengiebel und Ladeluken, vor 1601; Stadel, giebelständiger Satteldachbau aus Bruchstein, 19. Jahrhundert | D-3-73-126-108 | weitere Bilder |

### Sulzkirchen
| Lage | Objekt                                                           | Beschreibung | Akten-Nr.               | Bild           |
| --- | ---------------------------------------------------------------- | --- | ----------------------- | -------------- |
| Burggriesbacher Straße (Standort) | Kriegerdenkmal für die Gefallenen des Ersten Weltkrieges 1914–18 | Marmorobelisk auf gestuftem Sockel, um 1920. | D-3-73-126-118 Wikidata | BW             |
| Burggriesbacher Straße 1, 3 (Standort)                                                                                                   | Evangelisch-Lutherische Pfarrkirche St. Georg                    | Saalbau mit abgeböschtem Chorturm und Putzgliederungen, 1734–35 unter Einbeziehung des mittelalterlichen Chorturms und mittelalterlicher Mauerreste; mit Ausstattung; Friedhofsmauer mit Auskragung auf Konsolen, anstelle des ehemaligen Torturmes, 16./17. Jahrhundert | D-3-73-126-111 Wikidata | weitere Bilder |
| Burggriesbacher Straße 4 (Standort) | Gasthaus, ehemaliger Wohnstallbau                                | Zweigeschossiger und giebelständiger Satteldachbau in Ecklage mit verputztem Fachwerkobergeschoss, Ladeluken und Ausleger, 18. Jahrhundert | D-3-73-126-110 Wikidata | BW             |
| Froschgasse 2 (Standort) | Wohnstallhaus eines Bauernhofes                                  | Eingeschossiger und giebelständiger Satteldachbau mit Fachwerkgiebel, 18. Jahrhundert; Fachwerkstadel, traufständiger Satteldachbau mit Bruchsteinausfachung, 18./19. Jahrhundert                                                                                        | D-3-73-126-114 Wikidata | BW             |
| Hauptstraße 21a (Standort) | Wohnstallhaus                                                    | Zweigeschossiger Satteldachbau, 18/19. Jahrhundert; Hirtenhaus, eingeschossiges und traufständiges Kleinhaus mit Satteldach, 18. Jahrhundert | D-3-73-126-117 Wikidata | BW             |
| Grübleinshof; St 2237 (an der Staatsstraße 2237 nach Freystadt, etwa 200 m vom Ortsrand entfernt, westlich des Kreisverkehrs) (Standort) | Steinkreuz                                                       | griechische Form, ein Arm verstümmelt, Eisensandstein, wohl spätmittelalterlich | D-3-73-126-119 Wikidata | weitere Bilder |

### Thannhausen
| Lage                            | Objekt                              | Beschreibung                                                                                                | Akten-Nr.               | Bild                 |
| ------------------------------- | ----------------------------------- | --- | ----------------------- | -------------------- |
| Sulzbürger Straße 13 (Standort) | Katholische Pfarrkirche St. Stephan | Saalkirche mit Polygonalchor und Flankenturm, Langhaus um 1730, Turm neuromanisch, 1872/73; mit Ausstattung | D-3-73-126-122 Wikidata | weitere Bilder       |
| Wirtsgasse 7 (Standort)         | Ehemaliges Pfarrhaus                | Zweigeschossiger Walmdachbau, 17./18. Jahrhundert                                                           | D-3-73-126-120 Wikidata | Ehemaliges Pfarrhaus |

### Thundorf
| Lage                   | Objekt                                 | Beschreibung | Akten-Nr.               | Bild           |
| ---------------------- | -------------------------------------- | --- | ----------------------- | -------------- |
| Thundorf 40 (Standort) | Wohnstallhaus                          | Eingeschossiger und giebelständiger Steildachbau mit Halbwalm und Fachwerkgiebel, 18. Jahrhundert                                                                            | D-3-73-126-124 Wikidata | BW             |
| Thundorf 52 (Standort) | Katholische Filialkirche St. Willibald | Saalkirche mit Chorturm, Westfassade Quadermauerwerk, frühgotisch, Anfang des 18. Jahrhunderts umgestaltet, Weihe 1720, weitere Umbauten im 19. Jahrhundert; mit Ausstattung | D-3-73-126-123 Wikidata | weitere Bilder |

## Ehemalige Baudenkmäler
In diesem Abschnitt sind Objekte aufgeführt, die früher einmal in der Denkmalliste eingetragen waren, jetzt aber nicht mehr. Objekte, die in anderem Zusammenhang also z. B. als Teil eines Baudenkmals weiter eingetragen sind, sollen hier nicht aufgeführt werden. Aktennummern in diesem Abschnitt sind ehemalige, jetzt nicht mehr gültige Aktennummern.

| Lage                                                   | Objekt                  | Beschreibung                                                                                            | Akten-Nr.               | Bild |
| ------------------------------------------------------ | ----------------------- | --- | ----------------------- | ---- |
| Freystadt Schwallgasse 55 (Standort)                   | Stadel                  | Massiv, 17. Jahrhundert                                                                                 | D-3-73-126-40 Wikidata  | BW   |
| Berggriesbach Segelaustraße 25 (Standort)              | Gasthaus                | Mitte 19. Jahrhundert, mit Stichbogenfenstern                                                           | D-3-73-126-48 Wikidata  | BW   |
| Burggriesbach nördlich bei Auhuber (Standort)          | Steinkreuz              | Wohl 16. Jahrhundert.                                                                                   | D-3-73-126-52 Wikidata  | BW   |
| Großberghausen Haus Nummer 6 (Standort)                | Kleinbauernhaus         | Wohnstallbau, 18./19. Jahrhundert                                                                       | D-3-73-126-66 Wikidata  | BW   |
| Jettenhofen Jettenhofen 5 ()                           | Bauernhaus              | Wohnstallbau mit verputztem Fachwerkgiebel, Anfang 19. Jahrhundert                                      | D-3-73-126-72 Wikidata  |      |
| Kiesenhof Haus Nummer 1 ()                             | Bauernhaus              | Wohnstallbau, Mitte 19. Jahrhundert                                                                     | D-3-73-126-73 Wikidata  |      |
| Kiesenhof Haus Nummer 5 ()                             | Wohnstallhaus           | Eingeschossiger und giebelständiger Steildachbau mit verputztem Fachwerkgiebel, Mitte 19. Jahrhundert   | D-3-73-126-75 Wikidata  |      |
| Kleinberghausen In Richtung Forchheim ()               | Bildstock               | Bildstock                                                                                               | D-3-73-126-79 Wikidata  |      |
| Mörsdorf Am Plan 17 (Standort)                         | Ehemaliger Wohnstallbau | 18./19. Jahrhundert, mit Fachwerkgiebel                                                                 | D-3-73-126-94 Wikidata  | BW   |
| Sondersfeld Am östlichen Ortsausgang Richtung Forst () | Steinkreuz              | Wohl spätmittelalterlich                                                                                | D-3-73-126-109 Wikidata |      |
| Sulzkirchen Dorfstraße 9 (Standort)                    | Wohnstallhaus           | Eingeschossiger und traufständiger Satteldachbau mit Zwerchhaus mit Fachwerkgiebel, 18./19. Jahrhundert | D-3-73-126-112 Wikidata | BW   |
| Sulzkirchen Froschgasse 1 (Standort)                   | Bauernhaus              | Wohnstallbau, 18. Jahrhundert                                                                           | D-3-73-126-113 Wikidata | BW   |
| Sulzkirchen Hauptstraße 50 (Standort)                  | Bauernhaus              | Wohnstallbau, 18./19. Jahrhundert                                                                       | D-3-73-126-117 Wikidata | BW   |
| Thundorf Haus Nummer 20 (Standort)                     | Bauernhaus              | Wohnstallbau, Mitte 19. Jahrhundert                                                                     | D-3-73-126-125 Wikidata | BW   |

## Abgegangene Baudenkmäler
In diesem Abschnitt sind Objekte aufgeführt, die früher einmal in der Denkmalliste eingetragen waren, jetzt aber nicht mehr existieren, z. B. weil sie abgebrochen wurden. Aktennummern in diesem Abschnitt sind ehemalige, jetzt nicht mehr gültige Aktennummern.

| Lage                                        | Objekt              | Beschreibung                                                             | Akten-Nr.              | Bild |
| ------------------------------------------- | ------------------- | ------------------------------------------------------------------------ | ---------------------- | ---- |
| Forchheim Sulzkirchener Straße 3 (Standort) | Ehemaliges Gasthaus | Zweigeschossiger und traufständiger Halbwalmdachbau, 18./19. Jahrhundert | D-3-73-126-55 Wikidata | BW   |